# Miedzna (Mazovië)
Miedzna is een dorp in het Poolse woiwodschap Mazovië, in het district Węgrowski. De plaats maakt deel uit van de gemeente Miedzna en telt 1400 inwoners.